# Sworn Vengeance
Gli Sworn Vengeance sono una band hardcore punk della West Coast statunitense, nata nel 1997 e scioltasi nel 2002. Hanno avuto all'attivo moltissimi concerti in tutta la West e East Coast; sono considerati tra i rappresentanti più brutali del punk anni '90.

## Formazione
- Ryan - voce
- Tony - batteria
- Brian - chitarra
- Doug - chitarra
- Carl - basso

## Discografia completa
- The Flame Still Burns (demo 1997)
- Soul Stealer  (demo 1997)
- The Tie That Binds (7" 1998, Split con Strength By Strength)
- Nineteen Ninety Hate (demo 1998)
- California Hardcore: A Call To Arms (singolo 1998)
- My Friend Violence (demo 1998)
- Abbadon (album 1999)
- The Blood and The Chaos (7" 1999)
- Destroyer of Worlds (7" 1999, Split con All Bets Off
- Straight Edge: Rise of a New Era (singolo 1999)
- Contenders for the Crown (doppio singolo 1999)
- Born From Homicide 7" 1999 Split con Dysphoria
- Domination (album 2000)
- My Friend Violence  (Bonus version)